# Portofino (Michele Cascella)
Portofino è un dipinto di Michele Cascella. Eseguito nel 1956, appartiene alle collezioni d'arte della Fondazione Cariplo.

## Descrizione
In questa veduta di Portofino, filtrata dalle ante e dalla ringhiera della finestra oltre che dai rami degli alberi, i colori richiamano la pittura dei fauve e in particolare i dipinti nizzardi di Matisse.